# Honoraat Callebert
Honoraat Gerard Callebert (Roeselare, 7 februari 1913 - 25 oktober 1998) was een Belgisch volksvertegenwoordiger.

## Levensloop
Callebert was een zoon van Emiel Callebert en Silvia Termote. Hij trouwde in 1937 met Gabriëlla Cauwelier, samen hadden ze 14 kinderen.
Beroepshalve werkte hij binnen ACW. Van 1931 tot 1977 was hij vrijgestelde van de ACW-afdeling van het arrondissement Roeselare-Tielt, van 1934 tot 1937 voorzitter van de KAJ Roeselare-Tielt en van 1944 tot 1961 was hij secretaris en van 1961 tot 1977 voorzitter van de ACW-afdeling Roeselare-Tielt.
Hij werd verkozen tot West-Vlaams provincieraadslid voor het district Roeselare, een mandaat dat hij uitoefende van 1946 tot 1961. In de stad Roeselare was hij gemeenteraadslid vanaf 1947 en van 1959 tot 1971 schepen.
In maart 1961 werd hij verkozen tot lid van de Kamer van volksvertegenwoordigers voor het arrondissement Roeselare-Tielt en oefende dit mandaat uit tot in september 1973. In de periode december 1971-september 1973 was hij als gevolg van het toen bestaande dubbelmandaat ook lid van de Cultuurraad voor de Nederlandse Cultuurgemeenschap, die op 7 december 1971 werd geïnstalleerd en de verre voorloper is van het Vlaams Parlement.
Hij was bestuurslid van de ziekenkas De Broederliefde in Roeselare (vanaf 1934) en bestuurder van de Christelijke Mutualiteit van het arrondissement Roeselare.
Het KADOC bewaart archief van Callebert.